# Suzu
Suzu (鈴 Suzu) là một loại chuông tròn, rỗng của Nhật Bản thường được thấy trong các đền thờ Shinto. Trong chuông có chứa các hạt nhỏ có thể phát ra âm thanh khi bị tác động. Loại chuông này khá giống với loại chuông phát ra tiếng leng keng được dùng để thông báo, mặc dù được chế tạo bằng các nguyên liệu thô. Suzu có nhiều kích thước khác nhau, từ những chiếc chuông nhỏ gắn bùa may mắn (được gọi là omamori (お守り omamori)) tới những chiếc chuông lớn treo trên lối vào ở các đền thờ. Tuy nhiên, từ Suzu thường được dùng để chỉ các loại chuông nhỏ, còn những chiếc chuông lớn sẽ được gọi là kane. Từ này trước đây được dùng để chỉ vật dụng có trong đền thờ và các nghi lễ Thần đạo và sau này được dùng cho các nghi lễ Phật giáo.

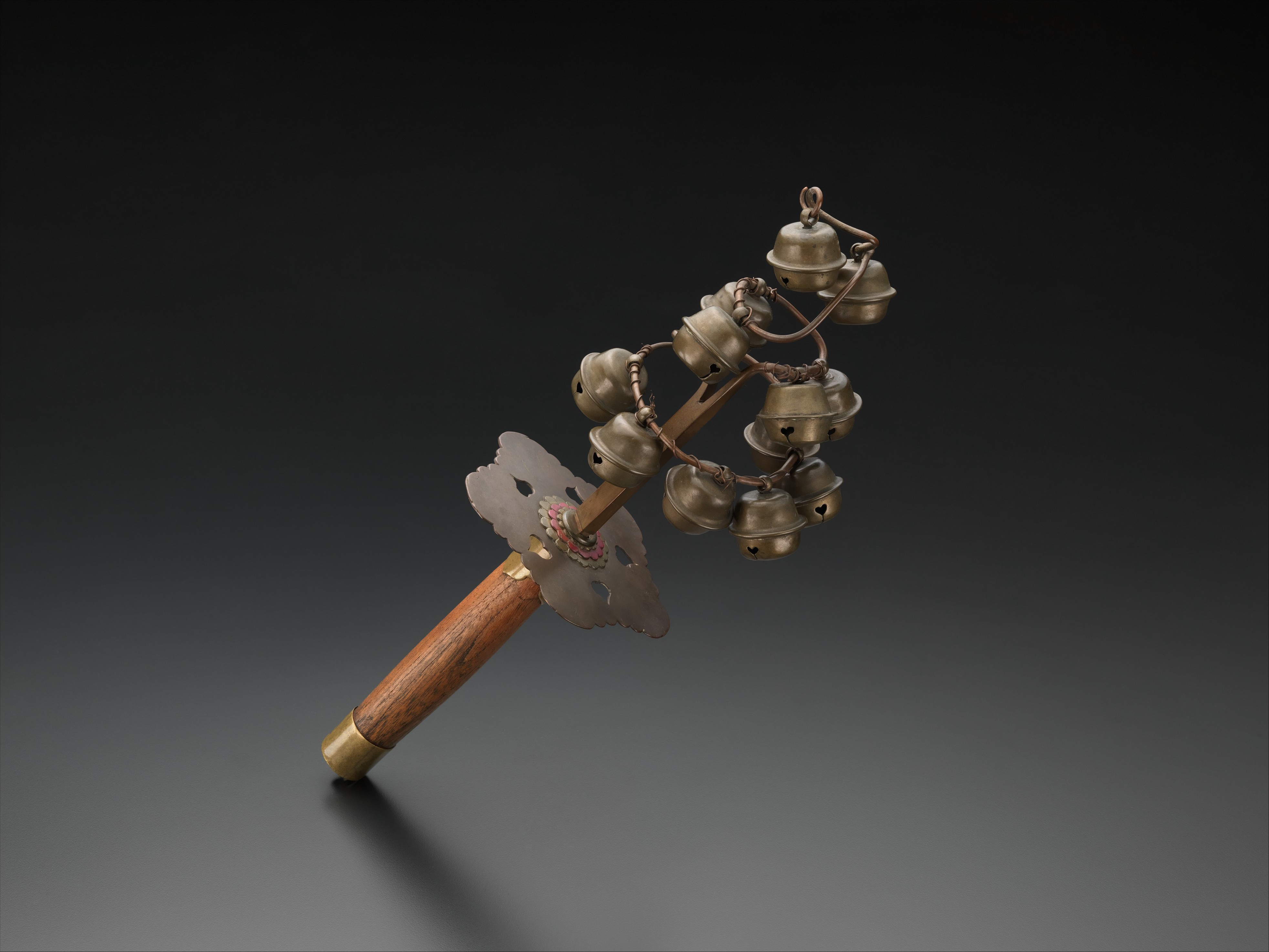
Chuông kagura suzu thế kỷ 17 từ Miwa, tỉnh Nara, Nhật Bản, tại Bảo tàng Nghệ thuật Metropolitan.

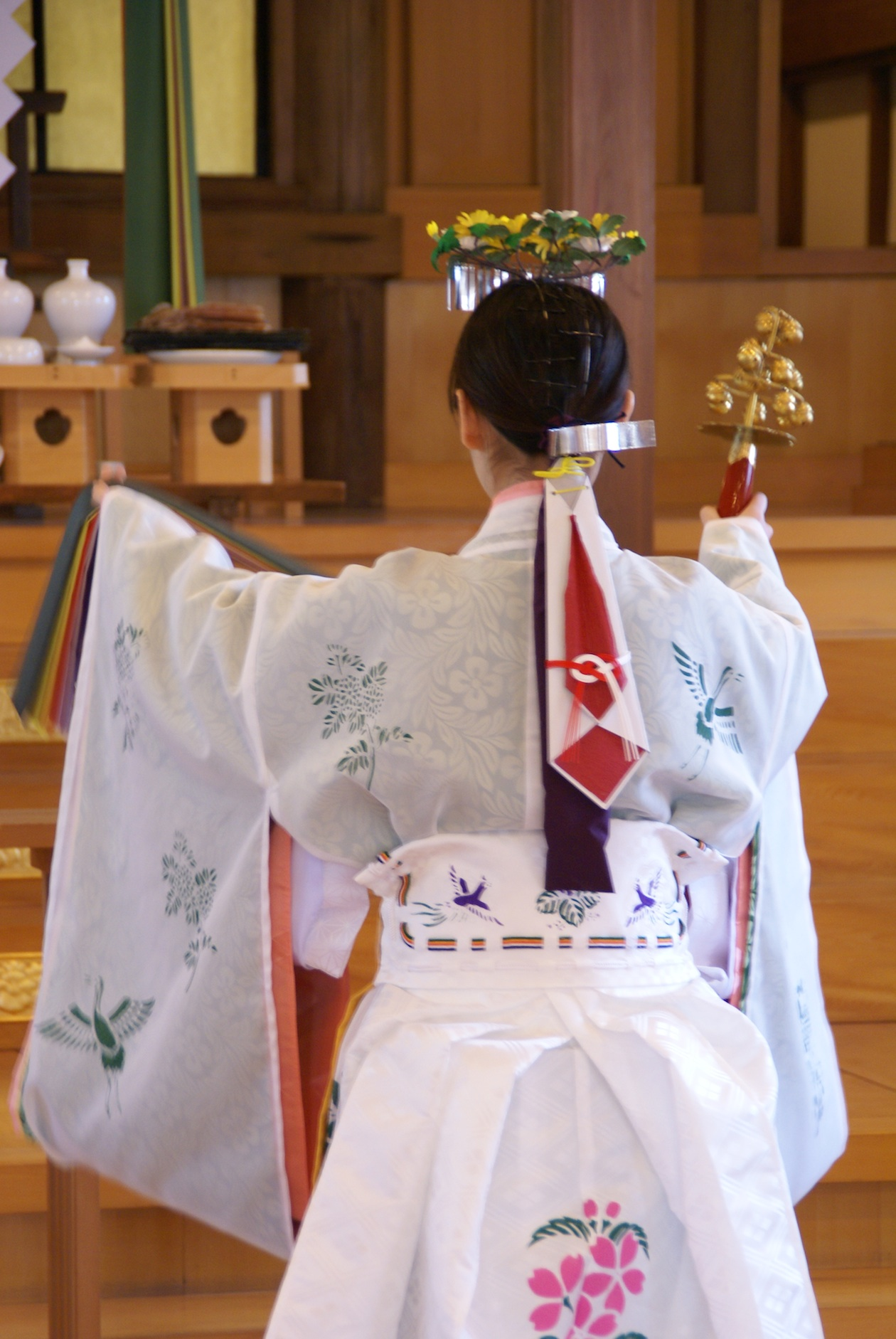
Miko với chuông suzu cầm bên tay phải.

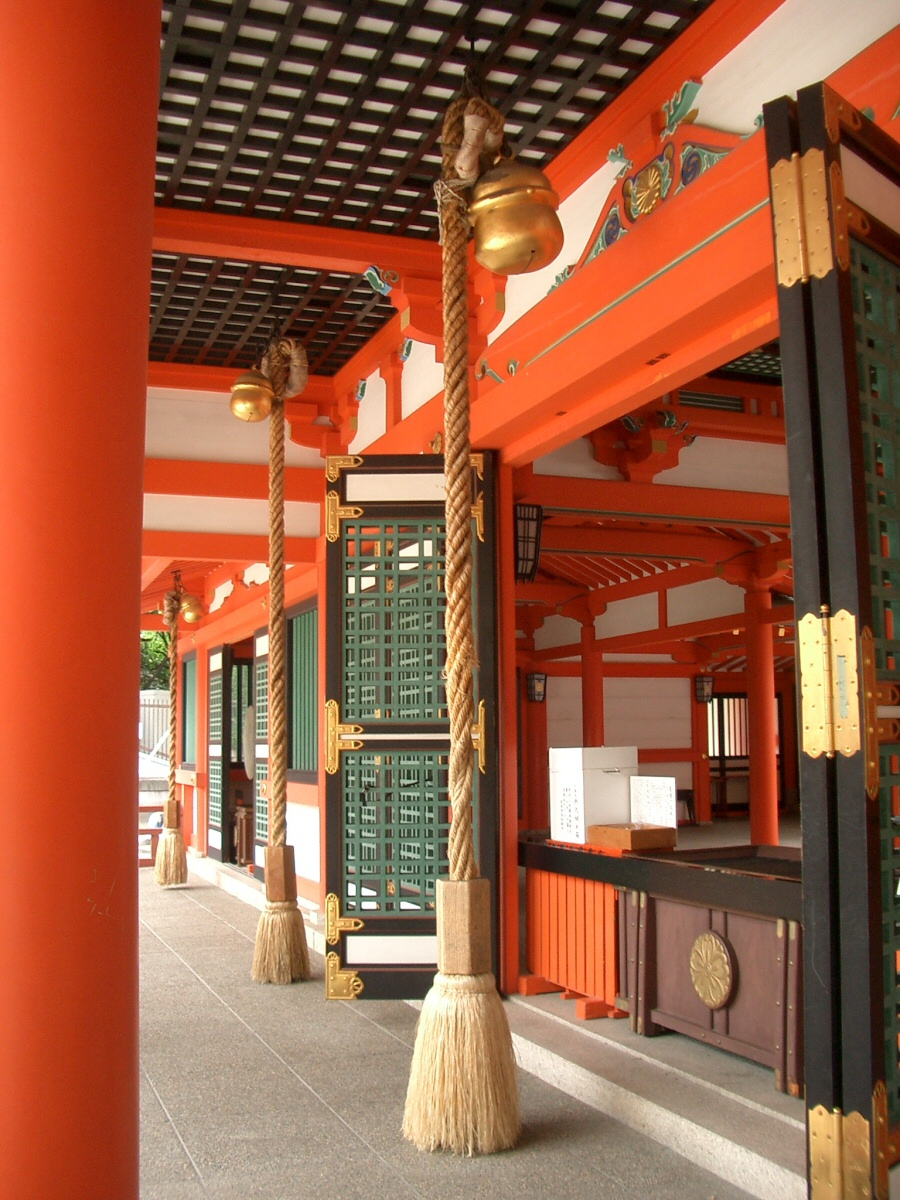
Suzu được treo dưới mái hiên của một ngôi đền Shinto

Tại các đền thờ Thần đạo, những chiếc chuông suzu lớn được treo trên các lối vào, vì người ta nói rằng việc rung chuông như một lời gọi kami, triệu hồi vị thần có được sức mạnh và uy quyền tích cực và xua đuổi quỷ dữ. Chuông suzu cầm tay có điểm tương đồng với chuông leng keng, được sử dụng như một nhạc cụ trong các nghi lễ Thần đạo. Ví dụ, có những nghi lễ trong đó các vũ công sẽ nhảy múa với những chiếc chuông suzu như những chiếc chuông có một số loại kiếm ngắn ở giữa. Tiếng leng keng mát lạnh của chuông cũng được coi như một biện pháp giúp điều hòa tâm lý trong mùa hè vì tiếng chuông trong trẻo của chúng đem lại cho mọi người cảm giác mát mẻ và sảng khoái.
Tại Thành Edo, có những hành lang lớn dẫn đến Ōoku nơi mà chỉ có shōgun mới được phép vào, khu vực này được gọi là Osuzu Rōka (御鈴廊下, ngự linh lang hạ), bắt nguồn từ việc những chiếc chuông suzu sẽ vang lên khi Tướng quân ngự giá.
Suzu thường được làm theo phương thức truyền thống bởi những nghệ nhân kim hoàn. Trong thời kỳ bắt đầu công nghiệp hóa, chúng đã được làm bởi máy móc. Tuy nhiên, những chiếc chuông được làm bằng tay vẫn được xem là loại chuông có chất lượng tốt hơn vì âm thanh của nó nghe du dương và êm tai hơn.

## Liên quan đến thuật ngữ
Suzu cũng là một cái tên dành cho nữ ở Nhật Bản,với ý nghĩa là "chiếc chuông nhỏ". Hán tự của từ suzu thường được sử dụng như tiền tố của tên ghép, chẳng hạn như họ Suzuki mà nhiều người biết đến, mang ý nghĩa là "cây chuông" – chiếc chuông được thắt dây thừng và thả xuống trông giống như một thân cây.